# Babin (rejon kosowski)
Babin (ukr. Бабин) – wieś na Ukrainie, w obwodzie iwanofrankiwskim, w rejonie kosowskim.